# 剑桥大学塞尔文学院
剑桥大学塞尔文学院（英語：Selwyn College, Cambridge) 是剑桥大学的一个学院。